# 요시다 하루키 (2003년)
요시다 하루키(일본어: 吉田 温紀, 2003년 4월 29일~)는 일본의 축구 선수이다.

## 구단 경력
그는 2022년 J1리그의 시미즈 에스펄스에 입단했다. 2024년에 천황배 우승을 차지했다. 2024년까지 19경기에 출전하여, 1득점을 넣었다. 2025년 J2리그의 에히메 FC로 이적했다.